# Tháp Gan
Tháp GAN hay tháp Gan (tiếng Pháp: Tour Gan) là một tòa nhà chọc trời của khu La Défense, Paris, Pháp. Trước đây tòa nhà còn có tên tháp Nobel. Hiện nay đây là nơi đặt trụ sở của công ty bảo hiểm GAN (nay là chi nhánh của tập đoàn bảo hiểm Groupama).

## Kiến trúc
Là một trong các tòa nhà chọc trời thuộc thế hệ thứ hai của khu La Défense, tháp Gan được xây dựng từ năm 1972 đến năm 1974, trùng thời gian với tháp Areva. Tòa nhà 44 tầng này có chiều cao dến nóc đạt 179 m, xếp thứ 3 ở khu La Défense sau tháp Total và tháp Areva. Tháp Gan có mặt sàn được thiết kế theo hình dáng của chữ thập Hy Lạp.